# Anthony Lespès
Pour les articles homonymes, voir Lespès.
Anthony Lespès (1907-1978) est un écrivain, poète, essayiste et homme politique haïtien, fondateur du Parti socialiste populaire en 1946.

## Biographie
Anthony Lespès est né le 7 février 1907 aux Cayes. Près avoir obtenu le baccalauréat, il entre à l'École d'Agriculture et obtint le diplôme d'agronome. il devint conseiller au département ministèriel de l'agriculture sur les mesures à prendre pour protéger les sols. En 1945 il publie L'érosion problème national.
Dans les années 1930, il collabore à La Revue Indigène et à La Revue Caraïbes.
En 1946, Anthony Lespès fonde le Parti Socialiste Populaire avec Philippe Thoby-Marcelin et Étienne Charlier. Il est nommé Premier secrétaire général du PSP. Il devint le rédacteur en chef de la revue La Nation.
En 1948, le PSP fut frappé d'illégalité sur l'ordre du président Dumarsais Estimé.
Anthony Lespès publia de nombreux articles sur la philosophie et la politique.
En 1960, sous la dictature de François Duvalier, il se réfugie à la Jamaïque avec sa famille. Après quelques mois, il retourne à Haïti. Il est arrêté en 1975 puis relaxé.
Anthony Lespès est décédé à Port-au-Prince le 26 décembre 1978.
Anthony Lespès aura espéré la Révolution toute sa vie. Il écrivait en 1950 dans sa revue La Nation : « L'existence est pénible, implacable, elle prend des hommes, elle en fait des ombres, qui doivent manger, boire, se vêtir, se loger, des fantômes qui n'ont plus rien au cœur, plus rien dans la tête, qui n'ont plus le sens profond de la vie, et pour qui les jours ne sont que des feuilles d'almanach à tourner car il faut manger, boire, dormir et couvrir sa nudité ».